# 20 kilometer gång för damer i friidrott vid olympiska sommarspelen 2004
20 km gång, damer vid  Olympiska sommarspelen 2004 genomfördes på Atens gator med målgång på Atens olympiska stadion den 23 augusti.

## Medaljörer
| Event             | Guld                          | Guld    | Silver                     | Silver  | Brons                   | Brons   |
| 20 kilometer gång | Athanasía Tsoumeléka Grekland | 1:29.12 | Olimpiada Ivanova Ryssland | 1:29.16 | Jane Saville Australien | 1:29.25 |

## Resultat
- Alla resultat anges i timmar:minuter.sekunder
- Q innebär avancemang utifrån placering i heatet.
- q innebär avancemang utifrån total placering.
- DNS innebär att personen inte startade.
- DNF innebär att personen inte fullföljde.
- DQ innebär diskvalificering.
- NR innebär nationellt rekord.
- OR innebär olympiskt rekord.
- WR innebär världsrekord.
- WJR innebär världsrekord för juniorer
- AR innebär världsdelsrekord (area record)
- PB innebär personligt rekord.
- SB innebär säsongsbästa.
- w innebär medvind > 2,0 m/s

| Placering             | Idrottare                   | Tid     | Noteringar |
| --------------------- | --------------------------- | ------- | ---------- |
| 1                     | Athanasía Tsoumeléka (GRE)  | 1:29.12 | PB         |
| 2                     | Olimpiada Ivanova (RUS)     | 1:29.16 |            |
| 3                     | Jane Saville (AUS)          | 1:29.25 |            |
| 4                     | Ryta Turava (BLR)           | 1:29.39 |            |
| 5                     | Melanie Seeger (GER)        | 1:29.52 |            |
| 6                     | Elisa Rigaudo (ITA)         | 1:29.57 |            |
| 7                     | María Vasco (ESP)           | 1:30.06 |            |
| 8                     | Wang Liping (CHN)           | 1:30.16 |            |
| 9                     | Jelena Ginko (BLR)          | 1:30.22 |            |
| 10                    | Athina Papayianni (GRE)     | 1:30.37 |            |
| 11                    | Rossella Giordano (ITA)     | 1:30.39 |            |
| 12                    | Kjersti Tysse Plätzer (NOR) | 1:30.49 | SB         |
| 13                    | Julija Vojevodina (RUS)     | 1:31.02 |            |
| 14                    | Song Hongjuan (CHN)         | 1:31.27 |            |
| 15                    | Valentina Tsibulskaja (BLR) | 1:31.49 |            |
| 16                    | Sabine Zimmer (GER)         | 1:31.59 |            |
| 17                    | Jelena Nikolajeva (RUS)     | 1:32.16 |            |
| 18                    | Elisabetta Perrone (ITA)    | 1:32.21 | SB         |
| 19                    | Kristina Saltanovic (LTU)   | 1:32.22 |            |
| 20                    | Susana Feitor (POR)         | 1:32.47 |            |
| 21                    | Sylwia Korzeniowska (POL)   | 1:33.06 |            |
| 22                    | Zuzana Maliková (SVK)       | 1:33.17 |            |
| 23                    | Sonata Milušauskaitė (LTU)  | 1:33.36 |            |
| 24                    | Barbora Dibelková (CZE)     | 1:33.37 |            |
| 25                    | Inês Henriques (POR)        | 1:33.53 |            |
| 26                    | Maribel Gonçalves (POR)     | 1:33.59 |            |
| 27                    | Norica Câmpean (ROM)        | 1:34.30 |            |
| 28                    | Svetlana Tolstaja (KAZ)     | 1:34.43 |            |
| 29                    | Ana Maria Groza (ROM)       | 1:34.56 |            |
| 30                    | Rocio Florido (ESP)         | 1:35.32 |            |
| 31                    | Hristina Kokotou (GRE)      | 1:35.43 |            |
| 32                    | Jiang Jing (CHN)            | 1:35.56 |            |
| 33                    | Yeliz Ay (TUR)              | 1:36.02 |            |
| 34                    | Victoria Palacios (MEX)     | 1:36.07 |            |
| 35                    | Yuan Yufang (MAS)           | 1:36.34 |            |
| 36                    | Natalie Saville (AUS)       | 1:36.54 |            |
| 37                    | Daniela Cirlan (ROM)        | 1:37.14 |            |
| 38                    | Cheryl Webb (AUS)           | 1:37.40 |            |
| 39                    | Marie Polli (SUI)           | 1:37.53 |            |
| 40                    | Mayumi Kawasaki (JPN)       | 1:37.56 |            |
| 41                    | Geovana Irusta (BOL)        | 1:38.36 |            |
| 42                    | Vira Zozulja (UKR)          | 1:38.45 |            |
| 43                    | Teresa Vaill (USA)          | 1:38.47 |            |
| 44                    | Edina Fusti (HUN)           | 1:39.45 |            |
| 45                    | Anita Liepina (LAT)         | 1:39.54 |            |
| 46                    | Sandra Zapata (COL)         | 1:42.22 |            |
| 47                    | Nicolene Cronje (RSA)       | 1:42.37 |            |
| 48                    | Alessandra Picagevicz (BRA) | 1:46.21 |            |
| 49                    | Teresita Collado (GUA)      | 1:46.41 |            |
| 50                    | Jelena Kuznetsova (KAZ)     | 1:49.08 |            |
| 51                    | Yolene Raffin (MRI)         | 1:49.28 |            |
| 52                    | Fumilay Fonseca (STP)       | 2:04.54 | PB         |
| Fullföljde inte (DNF) |                             |         |            |
| —                     | Olive Loughnane (IRL)       |         |            |
| —                     | Rosario Sánchez (MEX)       |         |            |
| —                     | Nevena Mineva (BUL)         |         |            |
| Diskvalificerade (DQ) |                             |         |            |
| —                     | Maria Teresa Gargallo (ESP) |         |            |
| —                     | Kim Mi-Jeong (KOR)          |         |            |

## Rekord

### Världsrekord
- Yan Wang, Kina - 1:26.22 - 19 november 2001 - Guangzhou, Kina
- Jelena Nikolajeva, Ryssland - 1:26.22 - 18 maj 2003 - Tjeboksary, Ryssland

### Olympiskt rekord
- Liping Wang, Kina – 1:29.05 - 28 september 2000 - Sydney, Australien

## Tidigare vinnare

### OS
- 1896 – 1988: Inga tävlingar
- 1992 i Barcelona: Yueling Chen, Kina – 44.32 (10 km)
- 1996 i Atlanta: Jelena Nikolajeva, Ryssland – 41.49 (10 km)
- 2000 i Sydney: Liping Wang, Kina – 1:29.05

### VM
- 1983 i Helsingfors: Ingen tävling
- 1987 i Rom: Irina Strachova, Sovjetunionen – 44.12 (10 km)
- 1991 i Tokyo: Alina Ivanova, Sovjetunionen – 42.57 (10 km)
- 1993 i Stuttgart: Sari Essayah, Finland – 42.59 (10 km)
- 1995 i Göteborg: Irina Stankina, Ryssland – 42.13 (10 km)
- 1997 i Aten: Annarita Sidoti, Italien – 42.55,49 (10 km)
- 1999 i Sevilla: Hongyu Liu, Kina – 1:30.50
- 2001 i Edmonton: Olimpiada Ivanova, Ryssland – 1:27.48
- 2003 i Paris: Jelena Nikolajeva, Ryssland – 1:26.52